# Andreas Deris
Andreas "Andi" Deris ( Karlsruhe, 18. kolovoza 1964.) je pjevač i glavni tekstopisac njemačkog power metal sastava Helloween. Također ima i aktivnu solističku karijeru kao i svoj glazbeni studio u Tenerifeu.

## Životopis

### Prvi sastavi (1979. – 1987.)
Andi je počeo pjevati u svom prvom sastavu Paranoid s 15 godina. Dvije godine kasnije ime sastava je promenjeno u Nameless. U sastavu je Deris ostao sa svojim drugom iz škole, bubnjarem Ralphom Maisonom, koji je kasnije svirao bubnjeve na oba Andijeva solo albuma. 1983. oni mijenjaju ime sastava u Kymera i pod tim imenom snimaju album No Mercy. Unatoč tome, Ralph je otišao na koledž i nije imao vrijemena posvjetiti se sastavu. Bubnjarske palice je preuzeo Kosta Zaphiriou.

### Pink Cream 69 (1987. – 1993.)
Tokom 1987. Andi i Kosta su osnovali sastav [Pink Cream 69, s originalnom postavom koju su činili Dennis Ward, Kosta Zaphiriou, Alfred Koffler te Andi Deris. Sastav je postao dovoljno poznat te su dobili više ponuda različitih izdavača. Odlučili su se izdati za CBS(tvrtka koja sada posluje pod imenom Sony Music). Pink Cream je svirao turneje po Europi, Americi te Japanu i snimili su 3 albuma dok je pjevač bio Andi Deris.

### Helloween i samostalna karijera (1993.-)
Helloween je 1993. pretrpio promjene u sastavu, te je Andi zamijenio otpuštenog pjevača Mihaela Kiskea a bivši bubnjar Gamma Raya Uli Kusch je zamijenio Inga Schwichtenberga na bubnjevima. Helloween je snimio album Master of the Rings u novoj postavi koja je vratila sastav u život; nakon neuspješnog Chameleona. Deris je odmah preuzeo ulogu tekstopisca, što je za uzvrat donelo izuzetno uspješne pjesme poput "Sole Survivor", "Where the Rain Grows", te "In the Middle of a Heartbeat". The Time of the Oath izlazi 1996. i postiže još veći uspjeh na tržištu, što je poslužilo kao povod za veliku svjetsku turneju kao i koncertni DVD pored duplog živog albuma High Live, koji je sniman na 3 koncerta u Španjolskoj i Italiji. Dok je sastav pravio veliku pauzu, Andi je snimao svoj prvi solo album Come in form the Rain. Andreas je napustio tradicionalni zvuk Helloweena da bi eksperimentirao s novim glazbenim stilovima. Andi Deris je pjevao te svirao gitaru. Preostali glazbenici su bili Peter Idera, Ralph Maison i Gisbert Royder.
Helloween su 1998. snimili album Better Than Raw, na kome je Andi koristion nove pjevačke tehnike, od ubrzanih visokih vrisaka u pjesmama "Push" i "Revelation" do dubokih, niskih vokala u "A Handful of Pain" i "Time". Andi je kasnije, u intervjuu, rekao da je najbolja stvar u vezi pravljenja albuma bilo odmaranje nakon snimanja na plaži, zato što je on, još od vrijemena grupe Pink Cream 69 želio da albume snima "negde na Bahamima". On je to i postigao na Kanarskim Otocima, gdje trenutočno živi(u Tenerifeu, gdje također živi i gitarista Helloweena Michael Weikath).
Helloween su 1999. izdali album obrada Metal Jukebox a Andi je nakon toga izdao i svoj drugi solo album Done by Mirrors, koji je izdan u Japanu, iako je zbog problema izdavača album u ostatku svijeta izašao tek naredne godine. Na tom albumu je gitaru svirao Don Pupillo, iako je i Andi također svirao neke gitarske deonice. Na albumu The Dark Ride Andi je koristio još raznolikije glasovne stilove, idući čak i do "growl" vokala u pjesmi "Mirror, Mirror". Na ovom albumu je također primetno i gotovo opersko pjevanje, najprimetnije u naslovnoj pjesmi.

## Stil Pjevanja
U poređenju sa svojim prijethodnikom, Deris ima ograničeniji raspon glasa, moguće zbog pušenja, koristeći nešto grublji glas i ne koncentrirajući se na pjevanje u najvišim registrima. Njegovo mjenjanje Kiskea je izazvalo malo kritiziranja, ali uopćeno, ljubitelji su imali dobar prijem Derisovog "drugačijeg" stila, koji se u nekim dijelovima i poklapao s Hansenovim, te čak sa stilom Paul Di'Annoa. Derisov glas se također smatra idealnim za sporije pjesme.

## Gostovanja
Pjevao je glavni vokal u pjesmi "To the Quasar" s Ayreonovog albuma Universal Migrator Part 2: Flight of the Migrator iz 2000.
Pjevao je u pjesmi "Wake the nightmares in my head" grupe Rage, na albumu Sounchaser.

## Zanimljivosti
Deris je oženjen s Lidijom (koja je rodom iz Zadra) i s njom ima sina Rona.

## Diskografija

### Pink Cream 69
- 1989. Pink Cream 69
- 1991. One Size Fits All
- 1993. Games People Play

### Helloween
- 1994. Master of the Rings
- 1996. The Time Of The Oath
- 1998. Better Than Raw
- 1999. Metal Jukebox
- 2000. The Dark Ride
- 2003. Rabbit Don't Come Easy
- 2005. Keeper Of The Seven Keys - The Legacy
- 2007. Gambling with the Devil

### Samostalni albumi
- 1997. Come in from the Rain
- 1999. Done by Mirrors

### Samostalni singl albumi
- 1997. 1000 Years Away
- 1997. Good Bye Jenny

## Vanjske poveznice
- Andreas Deris na MySpaceu